# Aricidea eximia
Aricidea eximia är en ringmaskart som beskrevs av Imajima 1973. Aricidea eximia ingår i släktet Aricidea och familjen Paraonidae. Inga underarter finns listade i Catalogue of Life.